# Champeta
A Champeta é um gênero musical urbano da região do Caribe, na Colômbia (música caribenha) de origem afrodescendente, especialmente no Palenque de São Basilio. Essa música surgiu aproximadamente nos anos 80, na cidade de Cartagena de Índias em bairros populares ou marginais da cidade, é considerada na atualidade como um ritmo tradicional, e foi conhecida mundialmente pela Shakira no Super Bowl, em fevereiro de 2020 impulsando o “Champeta challenge”. A Champeta é uma música muito festiva, com bailes eróticos, agitados e sensuais. As letras das canções são inspiradas em histórias locais, particulares dos bairros populares.

### Etimologia
A palavra “Champeta” refere-se a um tipo de faca, dado que a plateia desse gênero musical eram pessoas dos bairros mais pobres, que trabalhavam na feira ou mercado popular, os quais tinham como principal ferramenta de trabalho uma faca grande também chamada champeta.

### Historia
Os grupos musicais da região tiveram uma retroalimentação da música africana que eram espalhadas pelos Picós, os quais são aparelhos eletromagnéticos que emitem som ou um reprodutor de música com numerosos amplificadores com comprimentos de até de 3 metros, instalados ao ar livre para animação da população, onde pode-se agrupar até 4.000 pessoas. Acredita-se que nos anos 60 um cidadão fez uma viagem no Congo e comprou discos de música africana, por exemplo Mahlathini and The Mahotella Queens com a muha6, que até então era desconhecida na Colômbia, estes tipos de música foram as principais e mais populares para que este instrumento (Picós) se tornasse fundamental no desenvolvimento da Champeta